# Polski Świętów (gromada)
Polski Świętów (do 30 XII 1961 Nowy Świętów) – dawna gromada, czyli najmniejsza jednostka podziału terytorialnego Polskiej Rzeczypospolitej Ludowej w latach 1954–1972.
Gromady, z gromadzkimi radami narodowymi (GRN) jako organami władzy najniższego stopnia na wsi, funkcjonowały od reformy reorganizującej administrację wiejską przeprowadzonej jesienią 1954 do momentu ich zniesienia z dniem 1 stycznia 1973, tym samym wypierając organizację gminną w latach 1954–1972.
Gromadę Polski Świętów z siedzibą GRN w Polskim Świętowie utworzono 31 grudnia 1961 w powiecie nyskim w woj. opolskim, przenosząc siedzibę GRN gromady Nowy Świętów z Nowego Świętowa do Polskiego Świętowa i zmieniając nazwę jednostki na gromada Polski Świętów.
1 stycznia 1969 do gromady Polski Świętów włączono wieś Stary Las ze zniesionej gromady Nowy Las w tymże powiecie.
Gromada przetrwała do końca 1972 roku, czyli do kolejnej reformy gminnej.